# Tina Polito
Tina Polito (Fondi, 1953) è una cantante italiana.

## Biografia
Penultima di sette figli, cinque sorelle e due fratelli (uno dei quali suona la chitarra), inizia la carriera giovanissima, partecipando a numerosi concorsi canori con un complessino di amici di cui è voce solista; in uno di questi, La porta del successo, che si tiene a San Felice Circeo, si mette in luce nel 1965 e viene notata da un talent scout della Vedette, che le propone un contratto discografico.
Debutta partecipando a Scala reale nel 1966, nella squadra capitanata da Nunzio Gallo, ottenendo un buon successo con Cerasella, ottenendo 56.465 voti; il grande successo arriva però con la partecipazione a Settevoci, il noto programma televisivo canoro condotto da Pippo Baudo: Tina vince con il brano Piangi, cerca e ridi, e successivamente vincerà altre tre puntate, con Il mondo è triste, I cinque orsacchiotti e Che uomo sei.
Piangi, cerca e ridi e I cinque orsacchiotti sono incluse nel suo secondo 45 giri, arrangiato dal maestro Francesco Anselmo: il secondo brano, pur risultando firmato per la Siae dal maestro Armando Sciascia (che usa i due pseudonimi Pantros e H. Tical), è una canzone del complesso dei Pooh, che viene incisa dalla band ma non pubblicata all'epoca.
A marzo del 1967 registra la sigla del programma televisivo 41º parallelo; presenta poi una sua versione di Caro Gesù bambino (canzone che aveva partecipato allo Zecchino d'Oro 1960), nel programma Cantabimbi della Tivù dei ragazzi.
Nel 1968, dopo aver cambiato casa discografica, partecipa alla Mostra Internazionale di Musica Leggera di Venezia con È il giorno dell'amore; in questo periodo si esibisce con il complesso I Parker's Boys, formato da Angelo La Porta (chitarra), Nicola Zanni (basso), Alberto Catani (batteria) e Gianni Micciola (tastiere).
Nel 1973 partecipa all'evento musicale Piedigrotta: Le nuove Canzoni di Napoli, proponendo il brano Capriccio 'e Positano.
Negli anni '70 continua la carriera, incidendo dischi per varie etichette e compiendo tournée in Italia e fuori da essa, per poi ritirarsi dall'attività.

## Discografia

### 33 giri
- 1973: Per nascere ci vuole un corpo e un'anima (Zeus, BE 0053)

### 45 giri
- 1966: Piangi cerca e ridi/I 5 orsacchiotti (Vedette VVN 33126)
- 1967: Da quel giorno/Cammini (Vedette VVN 33140)
- 1968: È il giorno dell'amore/Tu sei ogni cosa (Dinfo LC 68001)
- 1969: Sole sole sole/Cenere (Dinfo LC 69006)
- 1973: Capriccio 'e Positano/'A pagina cchiù bella (Zeus, BC 4039)
- 1973: Se fosse per me/Un demone dal volto d'angelo (Zeus, BE 364/BC 5007)

### CD
- 1996: The Best of Vedette (Giallo Records, compilation; Tina Polito è presente con Piangi cerca e ridi)
- 2006: Vedette Records Single Collection: il beat italiano anni sessanta No. 2 (Ossigeno Digital Distribution, VC 437, compilation; Tina Polito è presente con Cammini e Da quel giorno)